# Karel van de Woestijne

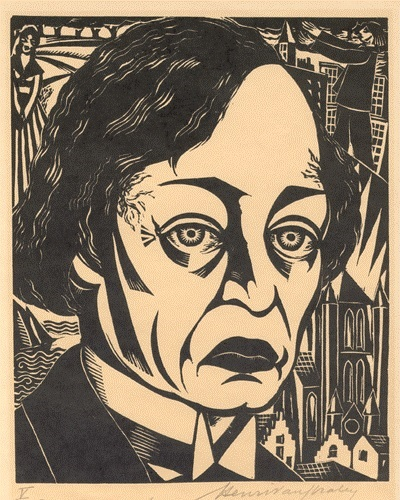
Van de Woestijne (1937)

Carolus Petrus Eduardus Maria (Karel) van de Woestijne, född den 10 april 1878, död den 24 augusti 1929, var en flamländsk lyriker, bror till målaren Gustave van de Woestyne och farbror till kompositören David van de Woestijne.
van de Woestijne skrev bland annat Het vaderhuis (1903). De boomgaard der vogelen en der vruchten, båda utgivna 1905 tillsammans med "Vroegere gedichten", De gulden schaduw (1910), Interludien (1912) samt prosaskrifterna Janus meí het dubbele voorhoofd (1908), Afwijkingen (1910) och Kunst en geest in Vlaanderen (1911), varjämte han medarbetat i tidskriften "Van nu en stråks" (utgiven 1893-1903), ett flamländskt motstycke till Hollands "De nieuwe gids" och den i Bryssel uppsatta "La jeune Belgique", med flera litterära publikationer. van de Woestijne, som själv räknade sig till den så kallade "neoklassicismen" och stod de franska symbolisterna nära, var en bemärkt representant för den flamländska litteraturen under tiden efter 1890.